# Betinho
Herbert José de Sousa, conhecido como Betinho, (Bocaiúva, 3 de novembro de 1935 – Rio de Janeiro, 9 de agosto de 1997) foi um sociólogo e ativista dos direitos humanos brasileiro. Concebeu e dedicou-se ao projeto Ação da Cidadania contra a Fome, a Miséria e pela Vida.

## Biografia

### Infância e juventude
Herbert de Sousa nasceu no norte de Minas Gerais, filho de Henrique José de Souza e Maria da Conceição Figueiredo Souza. Assim como seus dois irmãos - o cartunista Henfil e o músico Chico Mário, herdou da mãe a hemofilia, e desde a infância sofreu com outros problemas, como a tuberculose. Foi criado em ambientes inusitados: a penitenciária e a funerária, onde o pai trabalhava. Mas sua formação teve grande influência dos padres dominicanos, com os quais travou contato na década de 1950. Integrou a JEC (Juventude Estudantil Católica) e a JUC (Juventude Universitária Católica). Foi um dos fundadores, em 1962, da AP (Ação Popular), junto de José Serra, Aldo Arantes, Vinícius Caldeira Brant, entre outros líderes estudantis. Atuou como coordenador da entidade nos anos de 1963 e 1964.

### Carreira
Graduou-se em 1962 em Sociologia na Faculdade de Ciências Econômicas da Universidade Federal de Minas Gerais (UFMG). Durante o governo de João Goulart assessorou o MEC, chefiou a Assessoria do Ministro Paulo de Tarso Santos e defendeu as Reformas de base, sobretudo a reforma agrária.
Com o golpe militar, em 1964, mobilizou-se contra a ditadura, sem nunca esquecer as causas sociais. Porém, com o aumento da repressão, foi obrigado a se exilar no Chile, em 1971. Lá assessorou Salvador Allende, até a deposição deste em 1973. Conseguiu escapar do golpe de Pinochet refugiando-se na embaixada panamenha. Posteriormente morou no Canadá e no México. Durante esse período foram reforçadas as suas convicções sobre a democracia - que ele julgava ser incompatível com o sistema capitalista.
Foi homenageado como "o irmão do Henfil" na canção "O Bêbado e a Equilibrista", de João Bosco e Aldir Blanc, gravada por Elis Regina - "Meu Brasil / que sonha com a volta do irmão do Henfil / com tanta gente que partiu…" - à época da Campanha pela Anistia aos presos e exilados políticos. Anistiado em 1979, voltou ao Brasil.
Em 1981, junto com os economistas Carlos Afonso e Marcos Arruda, fundou o IBASE - Instituto Brasileiro de Análises Sociais e Econômicas e passou a se dedicar à luta pela reforma agrária, sendo um de seus principais articuladores. Nesse sentido conseguiu reunir, em 1990, milhares de pessoas no Aterro do Flamengo, Rio de Janeiro, em manifestação pela causa.
Betinho também integrou as forças que resultaram no impeachment do Presidente da República Fernando Collor de Mello. Mas o projeto pelo qual se imortalizou foi, provavelmente, a Ação da Cidadania contra a Fome, a Miséria e pela Vida, movimento em favor dos pobres e excluídos.

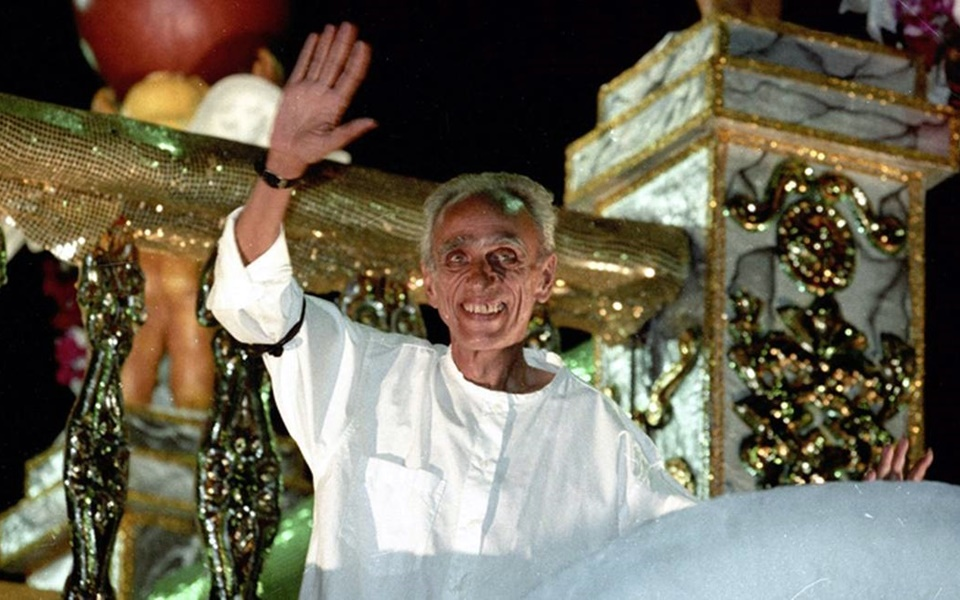
Betinho no desfile do Império Serrano no carnaval de 1996.

### Doença e morte
Em 1986, Betinho descobriu ter contraído o vírus da imunodeficiência humana em uma das transfusões de sangue a que era obrigado a se submeter periodicamente devido à hemofilia. Em sua vida pública esse fato repercutiu na criação de movimentos de defesa dos direitos dos portadores do vírus. Junto com outros membros da sociedade civil, fundou e presidiu até a sua morte a Associação Brasileira Interdisciplinar de AIDS. Dois dos seus irmãos, Henfil e Chico Mário, morreram em 1988 por consequência da mesma doença. Mesmo assim, não deixou de ser ativo até o final de sua vida, dizendo que a sua condição de soropositivo o forçava a "comemorar a vida todas as manhãs".
Betinho morreu em 1997, já bastante debilitado pela AIDS. Deixou dois filhos: Daniel, filho do seu primeiro casamento com Irles Carvalho, e Henrique, filho do segundo casamento com Maria Nakano, com quem viveu por 27 anos.

## Reparação
Em 18 de agosto de 2010, a Comissão de Anistia concedeu à família de Betinho uma indenização mensal, além de um montante retroativo, em razão da perseguição política sofrida por ele durante a ditadura militar, comprovada por documentos encontrados nos arquivos do antigo Departamento de Ordem Política e Social (DOPS). Sua viúva, Maria Nakano, também recebeu o direito a uma pensão vitalícia.

## Livros publicados
- Estreitos Nós (crônicas). Editora Garamond.
- Em Defesa do Interesse Nacional (coletânea de textos de vários autores, incluindo Barbosa Lima Sobrinho e Fernando Henrique Cardoso). Editora Paz e Terra.
- No Fio da Navalha (biografia). Editora Revan.
- A Cura da Aids (ensaios sobre AIDS e Política de Saúde). Editora Relume Dumará.
- Ética e Cidadania (entrevista). Editora Moderna.
- A Lista de Ailce (crônicas). Editora Companhia das Letras.
- Como se Faz Análise de Conjuntura. Editora Vozes.
- O Estado e o Desenvolvimento Capitalista no Brasil (em coautoria com Carlos A. Afonso). Editora Paz e Terra.
- A Zeropeia (infanto-juvenil). Editora Moderna.
- A Centopeia que Pensava (infanto-juvenil). Editora Moderna.
- A Centopeia Que Sonhava (infanto-juvenil). Editora Salamandra.
- A Centopeia Que Cantava (infanto-juvenil). Editora Salamandra.

## Cultura popular
- No carnaval de 1996, o Império Serrano realizou um desfile em homenagem a Betinho com o enredo "Verás que Um Filho Teu não Foge à Luta", conquistando o sexto lugar do Grupo Especial. Betinho participou do desfile.[8][9]
- Em 2006, foi lançado o filme Três Irmãos de Sangue, sobre a vida dos irmãos Betinho, Henfil e Chico Mário. Idealizado pelo músico Marcos Souza, filho de Chico Mário, o filme teve direção e roteiro de Ângela Patrícia Reiniger.[10]
- Em 2023, a plataforma de streaming Globoplay produziu a série Betinho - No Fio da Navalha, protagonizada pelo ator Júlio Andrade.[11][12]